# José Vicente Sánchez
José Vicente Sánchez Felip (ur. 8 października 1956 w Barcelonie) – piłkarz hiszpański grający na pozycji pomocnika.

## Kariera klubowa
Karierę piłkarską Sánchez rozpoczął w klubie FC Barcelona. W 1975 roku awansował do kadry pierwszej drużyny Barcelony. W Primera División zadebiutował 11 kwietnia 1976 roku w przegranym 0:3 wyjazdowym spotkaniu z Espanyolem Barcelona. 18 kwietnia 1976 w swoim drugim meczu ligowym, z Valencią (1:1) strzelił pierwszą bramkę w La Liga. Od początku sezonu 1976/1977 był podstawowym zawodnikiem Barcelony. W 1978 roku osiągnął swój pierwszy sukces w karierze, gdy zdobył Puchar Króla. W maju 1979 roku wystąpił w zwycięskim 4:3 po dogrywce finale Pucharu Zdobywców Pucharów z Fortuną Düsseldorf i w 5. minucie tego meczu zdobył gola. W 1981 roku ponownie zdobył krajowy puchar, a w 1982 roku drugi raz wygrał finał Pucharu Zdobywców Pucharów (2:1 ze Standardem Liège). W 1983 roku znów wywalczył Puchar Króla, a w sezonie 1984/1985 jedyny raz w karierze został mistrzem Hiszpanii. W Barcelonie grał do 1986 roku.
Latem 1986 Sánchez odszedł z Barcelony do Realu Murcia. 6 września 1986 rozegrał w nim swoje pierwsze spotkanie, przegrane 0:2 z Espanyolem Barcelona. W Murcii spędził dwa lata i w 1988 roku przeszedł do drugoligowego CE Sabadell FC. W 1990 roku zakończył karierę piłkarską.
| Sezon   | Klub           | Kraj      | Rozgrywki        | Mecze | Bramki |
| ------- | -------------- | --------- | ---------------- | ----- | ------ |
| 1975/76 | FC Barcelona   | Hiszpania | Primera División | 4     | 1      |
| 1976/77 | FC Barcelona   | Hiszpania | Primera División | 26    | 1      |
| 1977/78 | FC Barcelona   | Hiszpania | Primera División | 25    | 1      |
| 1978/79 | FC Barcelona   | Hiszpania | Primera División | 26    | 4      |
| 1979/80 | FC Barcelona   | Hiszpania | Primera División | 22    | 2      |
| 1980/81 | FC Barcelona   | Hiszpania | Primera División | 25    | 2      |
| 1981/82 | FC Barcelona   | Hiszpania | Primera División | 32    | 1      |
| 1982/83 | FC Barcelona   | Hiszpania | Primera División | 23    | 0      |
| 1983/84 | FC Barcelona   | Hiszpania | Primera División | 31    | 1      |
| 1984/85 | FC Barcelona   | Hiszpania | Primera División | 13    | 0      |
| 1985/86 | FC Barcelona   | Hiszpania | Primera División | 9     | 0      |
| 1986/87 | Real Murcia    | Hiszpania | Primera División | 39    | 2      |
| 1987/88 | Real Murcia    | Hiszpania | Primera División | 28    | 0      |
| 1988/89 | CE Sabadell FC | Hiszpania | Segunda División | ?     | ?      |
| 1989/90 | CE Sabadell FC | Hiszpania | Segunda División | ?     | ?      |

## Kariera reprezentacyjna
W reprezentacji Hiszpanii Sánchez zadebiutował 4 października 1978 roku w wygranym 2:1 spotkaniu eliminacji do Euro 80 z Jugosławią. W 1982 roku został powołany przez selekcjonera Joségo Santamaríę do kadry na Mistrzostwa Świata 1982. Na tym turnieju wystąpił w 4 spotkaniach: z Hondurasem (1:1), z Jugosławią (2:1), z Irlandią Północną (0:1) i z RFN (1:2). Od 1978 do 1984 roku rozegrał w kadrze narodowej 14 meczów.